# Велигура, Андрей Юрьевич
Андрей Юрьевич Велигура (5 ноября 1987, Краснодар — 13 сентября 2012, там же) — российский спортсмен, мастер спорта России международного класса по спортивной акробатике.

## Биография
Был воспитанником СДЮСШОР № 1 им. Г. К. Казаджиева.
Спортсмен ушёл из жизни 13 сентября 2012 года после тяжелой болезни (онкология).